# Toxoptera celtis
Toxoptera celtis är en insektsart. Toxoptera celtis ingår i släktet Toxoptera och familjen långrörsbladlöss. Inga underarter finns listade i Catalogue of Life.